# Định phí bảo hiểm
Nghề tính toán bảo hiểm (có thể được gọi bằng nhiều cái tên khác như nghề thống kê bảo hiểm, nghề định phí bảo hiểm, nghề tính toán bảo hiểm, nghề phân tích bảo hiểm, hoặc nghề phân tích thống kê) trong thuật ngữ chuyên ngành gọi là actuary, là một ngành nghề chuyên nghiệp giải quyết sự đo lường và quản lý về rủi ro và độ bất định. Tên gọi của nghề này tương ứng với khoa học tính toán bảo hiểm. Các rủi ro này có thể ảnh hưởng đến cả hai vế của bảng cân đối kế toán (balance sheet), và đòi hỏi quản lý tài sản, quản lý nợ phải trả (liability management), và kỹ năng định giá. Nhân viên định phí bảo hiểm cung cấp báo cáo đánh giá các hệ thống an ninh tài chính (financial security systems), với sự tập trung vào tính phức tạp, nội dung toán học và cơ chế của chúng ((Trowbridge 1989, tr. 7)).
Trong khi khái niệm bảo hiểm đã xuất hiện từ thời cổ đại (Johnston 1903, §475–§476, Loan 1992, Lewin 2007, pp. 3–4), các kiến thức cần thiết về toán học và tài chính nhằm đánh giá một cách khoa học và giảm thiểu rủi ro trong bảo hiểm bắt nguồn từ việc nghiên cứu xác suất và tiền trả góp hàng năm (annuities) mới bắt đầu trong thế kỷ 17 (Heywood 1985). Nghề phân tích bảo hiểm ở thế kỷ 21 đòi hỏi các kỹ năng phân tích, hiểu biết kinh doanh, và các cư xử của con người cũng như hệ thống thông tin nhằm thiết kế và quản lý các chương trình để kiểm soát rủi ro (BeAnActuary 2011c). Các yêu cầu cần thiết để trở thành một chuyên viên tính toán bảo hiểm được đặt ra ở từng quốc gia; tuy nhiên, hầu hết mọi quá trình đòi hỏi chương trình học tập và các kỳ thi phức tạp kéo dài trong vài năm để hoàn thành (Feldblum 2001, tr. 6, Institute and Faculty of Actuaries 2014).
Nghề này được xếp hạng là một trong những nghề được mong muốn nhất theo như (Riley 2013). Trong nhiều nghiên cứu, việc trở thành một chuyên viên tính toán bảo hiểm được xếp hạng thứ nhất hoặc hai trong một vài lần kể từ năm 2010 (Thomas 2012, Weber 2013, CareerCast 2015).